# LZ 3
Le LZ 3 est un Zeppelin allemand construit en 1906. Il est le premier Zeppelin à se poser sur le terrain de Metz-Frescaty en Lorraine. Il fut détruit sur le terrain de Metz-Frescaty le 14 août 1914, par l'un des premiers bombardements aériens de la Première Guerre mondiale.

## Contexte historique
Les zeppelins sont utilisés comme bombardiers pendant la Première Guerre mondiale, mais ils ne montrent pas une grande efficacité. Au début du conflit, le commandement allemand avait de grands espoirs pour ce type d'aéronef, car il semble largement supérieur aux avions de l'époque. Les zeppelins sont certes un peu moins rapides, mais ils transportent plus d'armement, ont une plus grande charge utile de bombes et un rayon d'action et une résistance très supérieure. L'empire allemand possède alors la meilleure flotte de grands dirigeables, au 1er août 1914, composée de douze dirigeables militaires, dont neuf Zeppelins géants à structure rigide, utilisés essentiellement par la Luftstreitkräfte, et une douzaine de Zeppelins de la flotte civile, en cours de militarisation. Mais ces avantages théoriques, technologique et stratégique, théoriques, ne se traduisirent pas dans les faits.

## Spécifications techniques
Le LZ 3 est un aérostat de type dirigeable rigide, de fabrication allemande. C'est le comte Ferdinand von Zeppelin qui en supervise la construction en 1906, après la destruction du "LZ 2". Le LZ 3, dont le nom opérationnel de la Heer est Z I, ne doit pas être confondu avec le LZ 12, mis en service en 1912, dont le nom opérationnel était "Z III". Long de 128 mètres, large de 11,65 mètres, Le LZ 3 a un volume de 12 200 m3. Le LZ 3 possède quatre hélices, montées par paires de part et d'autre des deux nacelles, à l'avant et à l'arrière de l'aéronef.

## Vols

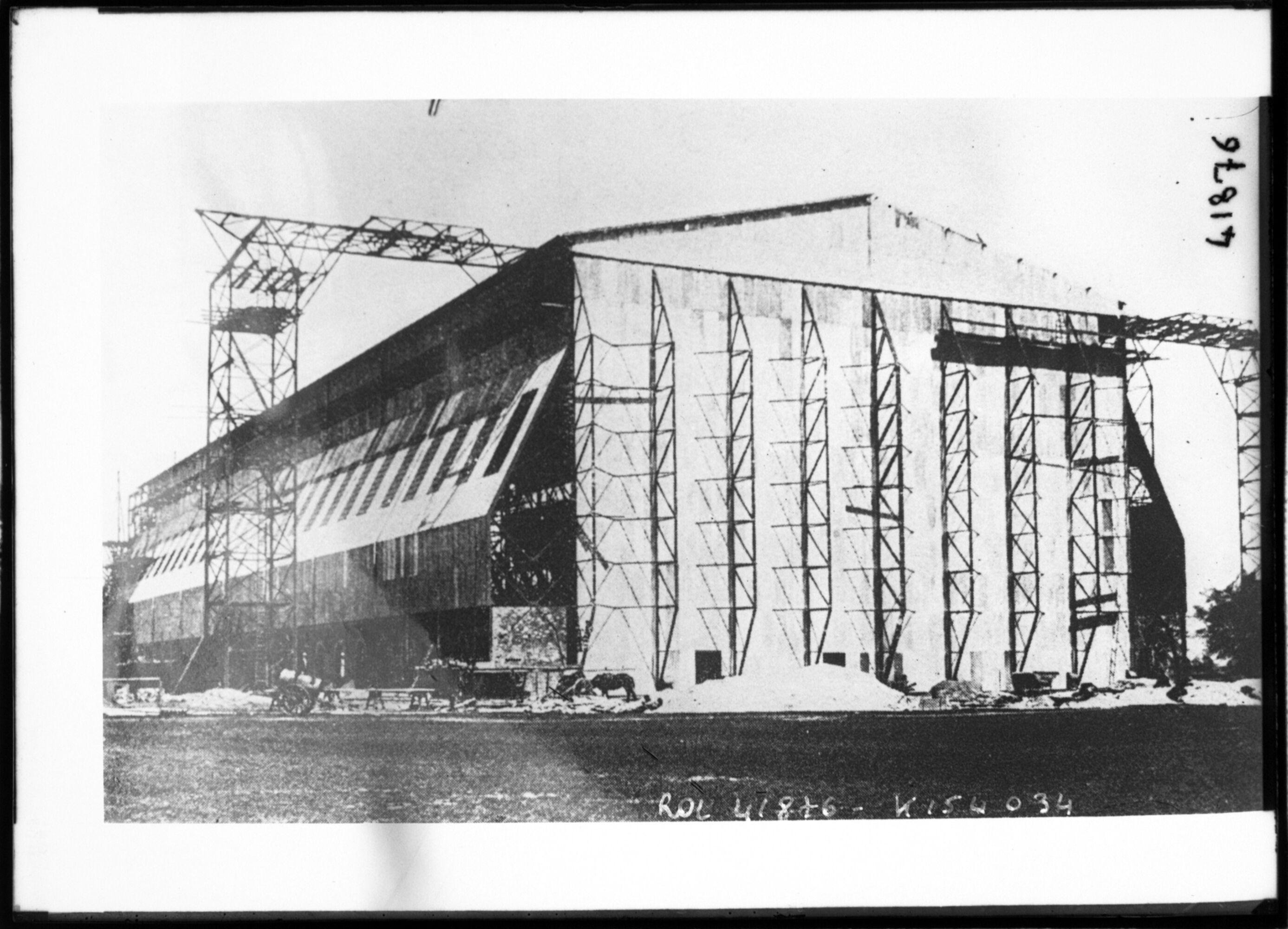
Hangar à dirigeables de Metz-Frescaty.

Le LZ 3 effectue son premier vol le 9 octobre 1906. Il est le premier Zeppelin à être vraiment opérationnel. Il fait un certain nombre de vols d'une durée significative, avant d'être acheté par l'armée allemande en 1908. Son volume est alors porté de 11 300 m3 à 12 200 m3. Il est ensuite utilisé pour l'entraînement militaire. Il effectue un vol de démonstration le 4 juillet 1909, de Friedrichshafen à Metz, où il atterrit à Frescaty. Il est finalement réformé par la Heer, pour obsolescence, en 1913.

## Sources
- Robinson, Douglas H., Giants in the Sky Henley-on Thames, Foulis, 1973.